# Брожек, Ладислав
| Открытые астероиды: 23 | Открытые астероиды: 23 |
| ---------------------- | ---------------------- |
| (2288) Каролинум       | 19 октября 1979        |
| 2613 Plzeň             | 30 августа 1979        |
| 2622 Bolzano           | 9 февраля 1981         |
| (2696) Маджион         | 16 апреля 1980         |
| (3102) Крок            | 21 августа 1981        |
| 3386 Klementinum       | 16 марта 1980          |
| 3419 Guth              | 8 мая 1981             |
| 3423 Slouka            | 9 февраля 1981         |
| 3424 Nušl              | 14 февраля 1982        |
| (3603) Гайдушек        | 5 сентября 1981        |
| 3834 Zappafrank        | 11 мая 1980            |
| 4023 Jarník            | 25 октября 1981        |
| 4146 Rudolfinum        | 16 февраля 1982        |
| 4190 Kvasnica          | 11 мая 1980            |
| 4369 Seifert           | 30 июля 1982           |
| 5221 Fabribudweis      | 16 марта 1980          |
| 5417 Solovaya          | 24 августа 1981        |
| 6076 Plavec            | 14 февраля 1980        |
| 6765 Fibonacci         | 20 января 1982         |
| 7739 Čech              | 14 февраля 1982        |
| (10035) 1982 DC2       | 16 февраля 1982        |
| (16393) 1981 QS        | 24 августа 1981        |
| (27675) 1981 CH        | 2 февраля 1981         |

Ладислав Брожек (словац. Ladislav Brožek; род. 1952) — словацкий астроном и первооткрыватель астероидов.

## Биография
Ладислав Брожек родился в 1952 году в чешском городе Пльзень.
Работал в обсерватории Клеть, где в период 1979 по 1982 год им было открыто в общей сложности 23 астероидов, которые получили названия преимущественно из чешского и словацкого языков. Один из открытых астероидов (2613) Пльзень он назвал в честь своего родного города.